# Henry Gascoyne Maurice
Pour les articles homonymes, voir Henry Maurice et Maurice.
 (septembre 2015).
Si vous disposez d'ouvrages ou d'articles de référence ou si vous connaissez des sites web de qualité traitant du thème abordé ici, merci de compléter l'article en donnant les références utiles à sa vérifiabilité et en les liant à la section « Notes et références ».
Henry Gascoyne Maurice est né le 24 mai 1874 à Marlborough et mort le 12 mai 1950. Il a été président du Conseil international pour l'exploration de la mer de 1920 à 1938 et du Zoological Society of London de 1942 à 1948.